# Prinz Carl (Schiff, 1834)
Die Prinz Carl war das erste ganz in Eisen gebaute Schiff in Deutschland. Benannt ist das Schiff nach dem Prinzen Carl von Preußen.

## Geschichte
Die Schiffskörper der deutschen Dampfschiffe waren bisher aus Holz gezimmert. Die Maschinenbauanstalt und Eisengießerei der Seehandlung in der Kirchstraße in Moabit bei Berlin führte als technische Neuerung die Herstellung auch des Rumpfes aus Eisen ein. 1834/35 wurde nach den Plänen des Herrn Mechanicus Gilbert aus Derbyshire in England der eiserne Schaufelraddampfer Prinz Carl gebaut. Die Bleche stammten aus dem königlichen Hüttenwerk Neustadt-Eberswalde, die beiden Kessel und Maschinen aus Berlin. Das Schiff war über Deck 33,36 m lang und ohne die beiden Radkästen der Schaufelräder 5,63 m breit. Es erreichte eine Geschwindigkeit von 18,7 km/h und hatte den großen Vorteil eines Tiefganges von weniger als 0,5 m, so dass es auch bei sehr niedrigem Wasserstand verwendet werden konnte. Das Schiff wurde als Binnenschiff für die Verwendung auf den Gewässern Berlins und seines Umlandes gebaut.